# リップスコム郡 (テキサス州)
リップスコム郡（リップスコムぐん、英: Lipscomb County）は、アメリカ合衆国テキサス州の北部に位置する郡である。2010年国勢調査での人口は3,302人であり、2000年の3,057人から8.0%増加した。郡庁所在地は国勢調査指定地域リップスコム（人口37人）であり、同郡で人口最大の町はブッカー（人口1,516人）である。郡名はテキサス共和国国務長官を務めたアブナー・スミス・リップスコムに因んで名付けられた。

## 地理
アメリカ合衆国国勢調査局に拠れば、郡域全面積は932平方マイル (2,414 km2)であり、事実上全て陸地である。

### 主要高規格道路
- アメリカ国道60号線
- アメリカ国道83号線
- テキサス州道15号線
- テキサス州道23号線
- テキサス州道305号線

### 隣接する郡
- ビーバー郡 (オクラホマ州) - 北
- エリス郡 (オクラホマ州) - 東
- ヘンフィル郡 - 南
- ロバーツ郡 - 南西
- オチルツリー郡 - 西

## 人口動態
以下は2000年の国勢調査による人口統計データである。
| 基礎データ - 人口: 3,057人 - 世帯数: 1,205 世帯 - 家族数: 845 家族 - 人口密度: 1人/km2（3人/mi2） - 住居数: 1,541軒 - 住居密度: 1軒/km2（2軒/mi2） 人種別人口構成 - 白人: 82.86% - アフリカン・アメリカン: 0.52% - ネイティブ・アメリカン: 1.37% - アジア人: 0.07% - その他の人種: 12.99% - 混血: 2.19% - ヒスパニック・ラテン系: 20.71% 年齢別人口構成 - 18歳未満: 27.6% - 18-24歳: 5.9% - 25-44歳: 24.7% - 45-64歳: 23.4% - 65歳以上: 18.4% - 年齢の中央値: 40歳 - 性比（女性100人あたり男性の人口） - 総人口: 94.6 - 18歳以上: 93.0 | 世帯と家族（対世帯数） - 18歳未満の子供がいる: 32.5% - 結婚・同居している夫婦: 62.1% - 未婚・離婚・死別女性が世帯主: 5.9% - 非家族世帯: 29.8% - 単身世帯: 28.0% - 65歳以上の老人1人暮らし: 16.2% - 平均構成人数 - 世帯: 2.50人 - 家族: 3.06人 収入と家計 - 収入の中央値 - 世帯: 31,964米ドル - 家族: 39,375米ドル - 性別 - 男性: 28,750米ドル - 女性: 20,034米ドル - 人口1人あたり収入: 16,328米ドル - 貧困線以下 - 対人口: 16.7% - 対家族数: 12.9% - 18歳未満: 23.5% - 65歳以上: 12.4% |

## 都市と町
- ブッカー
- ダールーゼット
- フォレット
- ヒギンズ
- リップスコム - 郡庁所在地
- ロカストグローブ